# Nintendo Entertainment System
Nintendo Entertainment System (pogosto skrajšano kot NES) je 8-bitna domača igralna konzola, ki jo je razvil in izdelal Nintendo. Na Japonskem je bila izdana 15. julija 1983 kot »družinski računalnik« (Japonski: Hepburn: Famirī Konpyūta), znan tudi kot Fammomom (フ ァ ミ コ ン ン Famikon). Kasneje je bila izdana še v Severni Ameriki (leta 1985), v Evropi (leta 1986 in 1987), v Avstraliji (leta 1987), ter v Sloveniji (božič leta 1992). V Južni Koreji je bila konzola znana kot Hyundai Comboy (현대 컴 보이 Hyeondae Keomboi) in jo je distribuiral SK Hynix, takrat znan kot Hyundai Electronics. Kot najbolj prodajana igralna konzola svojega čas je pomagala oživiti industrijo videoiger v ZDA. Z NES je Nintendo uvedel sedaj standardni poslovni model licenciranja zunanjih razvijalcev, katerim dovoljuje izdelavo in distribucijo naslovov za svojo platformo.

## Zgodovina

### Razvoj
Nintendo je po seriji uspehov v arkadnih igrah v zgodnjih osemdesetih letih načrtoval, da bi ustvaril kartušno konzolo, imenovano Famicom. Masayuki Uemura je zasnoval sistem. Prvotni načrti so zahtevali napredni 16-bitni sistem, ki bi deloval kot polnopravni računalnik s tipkovnico in disketnim pogonom, toda predsednik Nintenda Hiroshi Yamauchi je to zavrnil in se odločil za cenejšo, bolj običajno igralno konzolo s kartušami saj je menil, da so funkcije, kot so tipkovnice in diski, zastraševale ne-technophile. Testni model je bil izdelan oktobra 1982, da bi preveril funkcionalnost strojne opreme, po kateri se je delo začelo na programskih orodjih. Ker 65xx CPU-ji niso bili proizvedeni ali prodani na Japonskem do takrat, ni bilo na voljo nobene medsektorske programske opreme in je bilo treba izdelati vse od začetka. Zgodnje Famicom igre so bile zapisane v sistemu, ki je potekal na računalniku NEC PC-8001, LED-diode na omrežju pa so bile uporabljene pri digitalizatorju za oblikovanje grafike, saj za ta namen v tem času niso obstajala nobena orodja za načrtovanje programske opreme.
Ime šifre za projekt je bilo "GameCom", vendar je žena Masayuki Uemure predlagala ime "Famicom", saj je trdila, da "na Japonskem" Famicon "pomeni osebni računalnik. Lahko bi rekli, da je družinski računalnik. " Medtem se je Hiroshi Yamauchi odločil, da bo konzola uporabila rdečo in belo barvo, po ogledu oglasnega pas za DX Antenno, ki je uporabil te barve.
Med ustvarjanjem družine Famicom je bil velikanski vpliv ColecoVision, video igralna konzola, ki jo je Coleco naredil za konkuriranje Atarijevemu sistemu Atari 2600 Game v Združenih državah. Takao Sawano, glavni vodja projekta, predstavi družino ColecoVision. Vsi so  bili navdušena nad zmogljivostjo sistema za izdelavo gladke grafike v tistem času, kar je bilo v nasprotju z utripanjem in upočasnitvijo, ki se pogosto dogaja na Atari 2600 igrah. Uemura, vodja družine Famicom, je izjavil, da je ColecoVision postavil vrstico, ki je vplivala na to, kako bi se približal ustvarjanju Famicoma.
Prvotni načrti so zahtevali, da so družine Famicom v velikosti kasetnega traku, vendar so na koncu postale dvakrat večje. Skrbno oblikovalsko pozornost je bilo posvečeno priključkom kartuše, saj so pri ohlapnih in nepravilnih povezavah pogosto naleteli na arkadne stroje. Ker je bilo potrebnih 60 povezovalnih linij za pomnilnik in razširitev, se je Nintendo odločil, da bodo izdelovali lastne konektorje in ne bodo uporabljali zunanjih dobaviteljev.
Krmilniki so bili težko povezani s konzolo brez priključkov zaradi stroškov. Krmilniki igralnih plošč so bili bolj ali manj kopirani neposredno iz Machine Game & Watch, čeprav si je dizajnerska ekipa Famicom prvotno želela uporabljati igralne palice v arkadnih stojnicah, pri čemer so celo konzola razstavili, da bi lahko videli, kako deluje. Katsuyah Nakawaka je pripeljal Game & Watch D-blazino na prototip Famicom in ugotovil, da je bil enostaven za uporabo in ni povzročal neudobnosti. Končno pa so namestili 15-polno razširitvena vrata na sprednji strani konzole, tako da je mogoče uporabiti neobvezno arkadno krmilno palčko.

### Objava
Konzola je bila izdana 15. julija 1983 kot družinski računalnik (ali Famicom na kratko) za 14.800 ¥ (kar je enako 17.500 ¥ v letu 2013), poleg treh Nintendovih uspešnih arkadnih iger Donkey Kong, Donkey Kong Jr. in Popeye. Zaradi slabega nabora čipov se je začetna objava sistema zrušila. Po odpoklicu izdelka in ponovni izdaji nove matične plošče se je popularnost Famicoma povečala, tako da je konec leta 1984 postala najbolj prodajana igralna konzola na Japonskem.
Nintendo, je usmeril pozornost na severnoameriški trg in začel pogajanja z Atarijem, tako da je lahko pod Atarijevim imenom objavil Nintendo Advanced Video Gaming System. Dogovor je bil dokončen in podpisan na Summer Electronics Consumer Electronics šovu junija 1983. Vendar pa je Atari na tej predstavitvi odkril, da je njegov tekmec Coleco nezakonito pokazal svoj računalnik Coleco Adam z igro Nintendo Donkey Kong. Ta kršitev je ekskurzije licence Atari z Nintendom za objavo igre za lastne računalniške sisteme odložila izvajanje pogodbe o trženju igralne konzole Nintendo z Atari. Glavni direktor Atari Ray Kassar je bil odpuščen naslednji mesec, zato pogodba ni več veljala, Nintendo pa se je odločil tržiti svoj sistem sam.
Kasnejši načrti za trženje konzole Famicom v Severni Ameriki s tipkovnico, snemalnikom kaset, brezžičnim krmilnikom za krmilno palčko in posebnim kartušem BASIC pod imenom "Nintendo Advanced Video System" prav tako niso bili nikoli realizirani. Do začetka leta 1985 je družina Famicom na Japonskem prodala več kot 2,5 milijona enot, Nintendo pa je kmalu najavila načrte, da bo istega leta izdala v Severni Ameriki kot Advanced Video Entertainment System (AVS). Amerika je bil skeptičen, da bi konzola lahko imela kakršne koli uspehe v regiji, z revijo Electronic Games revije iz marca 1985, ki navaja, da "je trg videoiger v Ameriki praktično izginil" in da "bi lahko to bilo napačno izračunavanje na strani Nintendota".
Nintendo je junija 1985 predstavil ameriško različico družine Famicom, z novim predmetom, ki ga je Lance Barr preoblikovala s kartico "zero zero insertion force". To je sistem, ki bi bil sčasoma uradno nameščen kot Nintendo Entertainment System ali razpravni "NES". Nintendo je prvih sistemov zasežil na omejene ameriške testne trge, ki so se začeli v New Yorku 18. oktobra 1985 in sledili polnopravni izdaji severne Amerike februarja naslednjega leta. Nintendo je objavil 17 novih naslovov: 10-Yard Fight, Baseball, Clu Land, Duck Hunt, Excitebike, Golf, Gyromite, Hogan's Alley, Ice Climber, Kung Fu, Pinball, Soccer, Stack-Up , Tenis, Wild Gunman, Wrecking Crew in Super Mario Bros. Nekatere vrste teh iger za začetek so vsebovale čipe Famicom z adapterjem v notranjosti kartuše, tako da bi  lahko igrali na severnoameriških konzolah, zato ima naslov ime Famicom "Robot Gyro", naslovni naslov Stack-Up pa ima ime Famicom "Robot Block".
Objava sistema ni predstavljala le novega izdelka, temveč tudi resno poškodovan trga domačih videoiger. Tržna nesreča iz leta 1983 se je v veliki meri zgodila zaradi pomanjkanja zaupanja potrošnikov in trgovcev na drobno v video igre, kar je bilo deloma posledica zmede in napačnega predstavljanja pri trženju video iger. Pred NES je embalaža številnih video iger predstavljala bombastična umetniška dela, kot so pretirana grafika dejanske igre. Kar zadeva identiteto izdelka, bi se ena različica igre, kot je Pac-Man, pojavila v številnih različicah na številnih različnih igralnih konzolah in računalnikih, pri čemer so bile med različicami velike razlike grafike, zvoka in splošne kakovosti. Nasprotno je strategija trženja Nintendo namenjena ponovni vzpostavitvi zaupanja potrošnikov in trgovcev na drobno z zagotavljanjem enotne platforme, katere tehnologija ni bila potrebna pretiravanja in katere lastnosti so bile jasno opredeljene.
Da bi Nintendo-jevo novo domače platformo razlikovala od zaznavanja trga z nemirnimi in plitimi video igricami, je podjetje osvežilo svojo proizvodno nomenklaturo in vzpostavilo strogo politiko odobravanja izdelkov in licenciranja. Celotni sistem je bil namesto "sistema iger za igre" označen kot "zabaviščni sistem", ki je bil osredotočen na računalnik, imenovan "Control Deck" namesto "konzole", in v katerem so bili narejeni programski vložki "Game Paks" namesto "video iger". Da bi preprečili izdelavo iger, ki jih Nintendo ni licenciral, in preprečiti kopiranje, je sistem za blokiranje 10NES deloval kot ključavnični ključ za vsako Game Pak in Control Deck. Na embalaži začetne linije NES-iger so prikazane fotografije z natančnimi predstavitvami dejanske grafike na zaslonu. Za zmanjšanje zmede potrošnikov so simboli na embalaži iger jasno pokazali žanr igre. V vseh licenciranih igrah in dodatkih je bila natisnjena "pečat kakovosti". Začetni pečat je izjavil: "Ta pečat je vaše zagotovilo, da je Nintendo odobril in zagotovil kakovost tega izdelka". To besedilo je bilo kasneje spremenjeno v "Uradni Nintendo pečat kakovosti".
Za razliko od družine Famicom je Nintendo v Ameriki prodajal konzolo predvsem za otroke, uvedel strogo politiko cenzuriranja profanosti, spolne, verske ali politične vsebine. Najbolj znan primer je bil Lucasfilm's poskusi priklopiti comedy-horror igro Maniac Mansion na NES, ki je Nintendo vztrajal, da je precej zalivati. Nintendo of America je nadaljeval svojo cenzurno politiko do leta 1994 s prihodom sistema Entertainment Rating Board.

### Sprejem
Do leta 1988 so opazovalci v industriji izjavili, da se je popularnost NES povečala tako hitro, da je bil trg za kartuše Nintendo večji od tistega za vso domačo računalniško programsko opremo. Izračunajte! so poročali leta 1989, da je Nintendo leta 1988 prodal sedem milijonov sistemov NES, kar je skoraj toliko kot število Commodorejevih 64-ih, prodanih v prvih petih letih. "Proizvajalci računalniške igre [so] prestrašeni", pravi revija, ki navaja, da je priljubljenost Nintendona povzročila, da je večina konkurentov imela slabo prodajo med prejšnjim božičem in za nekatere povzročila resne finančne težave.
Junija 1989 je Nintendo ameriškega podpredsednika marketinga Petra Maina dejal, da je bil Famicom prisoten v 37% gospodinjstev Japonske. Do leta 1990 je bilo 30% ameriških gospodinjstev v lasti NSZ, v primerjavi z 23% za vse osebne računalnike. Do leta 1990 je NSZ presegel vse predhodno izdane konzole po vsem svetu. Slogan za to blagovno znamko ni bilo mogoče premagati. V Evropi in Južni Ameriki je NES izvedel Sega Master System, medtem ko Nintendo Entertainment System ni bil na voljo v Sovjetski zvezi.

## Igre

### Game Park
NES uporablja 72-pinski dizajn, v primerjavi s 60 zatiči na Famicom. Za zmanjšanje stroškov in inventarja so bile nekatere zgodnje igre, sproščene v Severni Ameriki, preprosto s karticami Famicom, pritrjene na adapter, ki se prilega notranjosti strojne opreme NES. Prvotno je bilo vloženih NES kartuš skupaj s petimi majhnimi vijaki. Igre, ki so bile izdane po letu 1987, so bile nekoliko spremenjene, da bi v sam plastični vložek vstavili dve plastični sponki, ki sta odstranili potrebo po zgornjih dveh vijakih.
Na hrbtni strani kartuše je nalepka z navodili za ravnanje. Kode za izdelavo in programsko opremo so bile natisnjene kot žigi na zadnji nalepki, da bi ustrezale različici programske opreme in proizvajalcu. Vse licenčne kartuše NTSC in PAL so standardna siva siva plastika, z izjemo The Legend of Zelda in Zelda II: The Adventure of Link, izdelanih v vozilih z zlatom in plastiko. Nelicencirani vozovi so bili proizvedeni v črni barvi, robin jajčasto modro in zlato ter so nekoliko drugačne oblike kot standardni kartuši NES. Nintendo je izdelal tudi rumene-plastične vozičke za interno uporabo v servisnih centrih Nintendo, čeprav ti "testni vozički" niso bili nikoli na voljo za nakup. Vse licenčne kartuše v ZDA so izdelali Nintendo, Konami in Acclaim. Za promocijo DuckTales: Remastered je Capcom poslal 150 omejenih izdanih zlatih NES kartuš s prvotno igro, ki vključuje umetnost Remastered kot nalepko, različnim igralnim novičarskim agencijam. Nalepka z nalepkami na hrbtni strani je vključevala odprtino v pesmi pesmi, "Življenje je kot orkan".
Japonski (Famicom) vložki so oblikovani nekoliko drugače. Za razliko od iger NES, so bili uradni kartuši Famicom izdelani v številnih barvah iz plastike. Na voljo so adapterji, podobni dizajnu priljubljenemu pripomočku Game Genie, ki omogočajo igranje družin Famicom na NES. Na Japonskem je več podjetij izdelalo vložke za Famicom. To jim je omogočilo, da razvijajo svoje lastne čipov, namenjenih za posebne namene, kot so čipi, ki so izboljšali kakovost zvoka v svojih igrah.

## Strojna oprema

### Konfiguracija
Čeprav so japonske družine Famicom, severnoameriške in evropske različice NSZ vsebovale v bistvu isto strojno opremo, so bile med sistemi določene ključne razlike.
Prvotni japonski Famicom je bil pretežno bela plastika, s temno rdečo oblogo. V njem je bila na voljo reža za polnjenje z vložkom, na obeh straneh krova pa so bili žlebovi, na katerih so lahko namestili hardwired kontrolerje iger, ko jih ne uporabljate, in 15-polni razširitveni priključek na sprednji plošči naprave za dodatke.
Izvirni NES je med drugim prikazal vložek za sprednjo nalaganje, prekrit z majhnimi, tečajnimi vrati, ki jih je mogoče odpreti za vstavljanje ali odstranjevanje kartuše in zapiranje ob drugih časih. Ima bolj podrejeno sivo, črno in rdečo barvno shemo. Na dnu enote je bila najdena razširitvena vrata, spremenili pa so se tudi vtičnice priključka kartuše.
Oktobra 1993 je Nintendo preoblikoval NES, da sledi mnogim istim oblikovalskim znakovam kot na novo uveden Super Nintendo Entertainment System in japonski Super Famicom. Tako kot SNES je model NES-101 naložil kartuše skozi pokrito režo na vrhu enote, ki je zamenjala zapleten mehanizem prejšnjega zasnove. Zaradi tega je NES-101 znano neformalno kot "top-loader" med navijači Nintendo.
Družba Famicom je decembra 1993 prejela podobno prenovo. Prav tako nalaga kartuše skozi pokrito režo na vrhu enote in uporablja ne-hardwired kontrolerje. Ker je HVC-101 uporabljal kompozitni video izhod namesto da bi bil RF samo kot HVC-001, je Nintendo tržil novega modela kot AV Famicom (AV 仕 様 フ ァ ミ コ コ ン Eibui Shiyō Famikon). Ker novi kontrolorji nimajo mikrofonov na njih, kot je drugi kontroler na prvotni konzoli, bodo nekatere igre, kot je različica sistema Diskovni sistem Legend of Zelda in Raid v zalivu Bungeling, imele določene zvijače, ki jih ni mogoče replicirati, ko jih predvajate HVC-101 Famicom brez modificiranega krmilnika. HVC-101 Famicom je združljiv z večino nadzornikov NES, saj ima isto krmilno napravo. Oktobra 1987 je Nintendo izdal 3D-grafične slušalke, imenovane Famicom 3D System (HVC-031). Ta periferna oprema nikoli ni bila objavljena izven Japonske.

### NES Testiranje
Testna postaja NES je bila diagnostični stroj za Nintendo Entertainment System, uveden leta 1988.
To je bila enota, zasnovana za NES, zasnovana za testiranje strojne opreme, sestavnih delov in iger NES. To je bilo predvideno samo za uporabo v World of Nintendo butiki kot del programa Nintendo World Class Service. Obiskovalci so morali postaviti predmete za testiranje s postajo in bi jim nato lahko pomagali trgovski tehniki ali zaposleni.
Pred preskusno postajo NES so na voljo reža Game Pak in priključki za testiranje različnih komponent (napajalnik, stikalo RF, avdio / video kabel, NES Control Deck, dodatna oprema in igre), s centralno izbirnim gumbom, da izberete katerokoli sestavino za preskus . Enota tehta približno 11,7 kg brez TV-ja. Povezuje se s televizorjem preko kombiniranega A / V in RF Switch kabla. Z aktiviranjem zelenega gumba lahko uporabnik preklopi med A / V kabel ali RF stikalo. Namen televizorja, na katerega je priključen, je (običajno 11 "do 14").
Na sprednji strani preskusne postaje so tri barvna stikala, od leve proti desni: zeleno stikalo za izmenično povezavo med A / V in RF povezavami pri preskušanju nadzorne palube NES, modro ponastavno stikalo in osvetljeno rdečo stikalo za vklop. Sistem lahko preskusi: Preskusna postaja NES AC adapterja Preskus preizkusa Pass or Fail.
Ko priključite RF, AV ali AC adapter na preskusno postajo, sistem prikaže rezultat "Pass" ali "Fail".
Pri testni postaji je bil priložen priročnik, ki uporabniku pomaga razumeti, kako uporabljati opremo ali kako popraviti. Priročnik je v črni vezavi na sprednji strani z logotipom Nintendo World Class Service. Nintendo je naročil starejše priročnike, ki so bili uničeni ob izdaji posodobljenega priročnika zaradi zaupne vsebine priročnikov.
Leta 1991 je Nintendo zagotovil dodatek, imenovan "Super NES Counter Tester", ki preizkuša komponente Super Nintendo in igre. SNES Counter Tester je standardni SNES na kovinskem ogrodju s povezavo s hrbtne strani SNES-a preusmerjen na sprednji del enote. Te povezave se lahko izvedejo neposredno na preskusni postaji ali televiziji, odvisno od tega, kaj je treba preskusiti.